# Rosen Plevneliev
Rosèn Asènov Plèvneliev (in bulgaro Ро̀сен Асѐнов Плѐвнелиев?; Goce Delčev, 14 maggio 1964) è un politico bulgaro e Presidente della Bulgaria dal 22 gennaio 2012 al 22 gennaio 2017.